# Indre-et-Loire
Indre-et-Loire là một tỉnh của Pháp, thuộc vùng hành chính Centre-Val de Loire, tỉnh lỵ Tours, bao gồm 3 quận với các quận lỵ còn lại là: Chinon, Loches.